# Altar (niederländische Band)
Altar war eine niederländische Thrash- und Death-Metal-Band aus Hardenberg, die im Jahr 1988 unter dem Namen Manticore gegründet wurde und sich 2007 auflöste.

## Geschichte
Die Band wurde im Jahr 1988 unter dem Namen Manticore gegründet. Im Juli 1992 veröffentlichten Sänger Edwin Kelder, die Gitarristen Marcel van Haaff und Bert Huisjes, der Bassist Nils Vos und der Schlagzeuger Marco Arends das erste Demo God Created Satan to Blame for His Mistakes, von dem etwa 1500 Einheiten abgesetzt werden konnten. Daraufhin folgte im Jahr 1994 das Debütalbum Youth against Christ über Displeased Records. Im Jahr 1996 kam Marcel Verdumen als neuer Gitarrist zur Band, um van Haaff zu ersetzen. Noch im selben Jahr folgte das zweite Album Ego Art. Ebenfalls im selben Jahr trat die Band auf dem Dynamo Open Air auf. Nachdem der Gitarrist Richard Ludwig und der Schlagzeuger Sjoerd Visch zur Band gekommen waren, folgten das Album Provoke im Jahr 1998. Das Album wurde von Attie Bauw abgemischt und gemastert. Nach im selben Jahr trat die Band auf dem niederländischen Lowlands Festival auf. Im Jahr 1999 folgte das nächste Album In the Name of the Father, das die Band das erste Mal auf dem Waldrock-Festival spielte. Eine Veröffentlichung des Albums weltweit, also außerhalb der Benelux-Staaten, erfolgte Anfang 2000 über Pavement Music. Im selben Jahr erschien die Kompilation Until Heaven Forbids. Diese bestand aus zwei Live-Aufnahmen, dem Demo And God Created Satan to Blame for His Mistakes, sowie dem Musikvideo God Damn You. Danach hielt die Band diverse Auftritte in und um den Niederlanden ab und schrieb an neuem Material. Ende November begab sich die Band ins Studio, um die Schlagzeugspuren für das nächste Album aufzunehmen. Bis März 2001 arbeitete die Band mit den Produzenten Peter de Koster, Berthus Westerhuis und Marcel Verdurmen weiter am Album, das im April 2001 unter dem Namen Red Harvest erschien. Am ersten September 2001 entschied man sich zunächst dazu, die Band aufzulösen. Marcel Verdurmen und Richard Ludwig entschieden sich jedoch etwas später die Band fortzusetzen. Nachdem beide mehrere Besetzungen probiert hatten, fand man mit dem Sänger Michel Coppens, dem Bassisten Andre Hemel und dem Schlagzeuger Frank Schilperoort passende Bandmitglieder. Es folgte ein selbstbetiteltes Demo, ehe sich die Gruppe im Oktober 2007 endgültig auflöste.

## Stil
Laut Matthias Herr spreche sich die Band auf Youth against Christ gegen Glaube, Kirche, das Christentum und Gott aus. Die Musik bezeichnete er als aggressiven „Thrash mit Death-Metal-artigen Vocals“. Die Musik sei mit Bands wie Exhorder, Malevolent Creation und den „textlich intelligenteren“ Demolition Hammer vergleichbar. Sänger Kelder bezeichnete im Metal-Hammer-Interview Altar als Death-Metal-Band, gab aber auch Bands wie Pantera und Biohazard als Einflüsse an. Im Interview gab Kelder zudem auch zu, die Texte auch zum Teil zur Provokation zu schreiben.
Auf Youth Against Christ spiele die Band laut Gregor Arndt vom Metal Hammer aggressiven Death Metal, mit „punktgenau“ gespielten Gitarrenriffs und schnellem Doublebass. Arndt fand die Texte auf der Platte übertrieben, und stellte fest: „[D]er Haß auf dieser Platte ist so irrational, unbegründet und unversöhnlich, als hätte der Papst Sänger Edwin Kelder die Alte ausgespannt“. Laut Claudia Pajzderski vom Metal Hammer gebe sich die Band auf Ego Art abwechslungsreicher als beim Vorgänger, wobei die Band eine Mischung aus Thrash- und Death-Metal spiele. Das Album würde ein würdiger Nachfolger zu Sepulturas Beneath the Remains sein. Laut Robert Müller vom Metal Hammer spiele die Band auf Provoke gewöhnlichen Death Metal, mit Rhythmen, die an Benediction erinnern würden. Zudem setze die Band gelegentlich Soundeffekte ein, die jedoch kaum für Abwechslung sorgen würden. Auf Red Harvest spiele die Band laut Pajzderski aggressiven, schnellen Death Metal mit Thrash-Metal-Einflüssen, wobei die Texte wie gewohnt gegen Gott gerichtet seien.
Laut Martin Popoff in seinem Buch The Collector's Guide of Heavy Metal Volume 3: The Nineties spiele die Band auf Provoke Musik vergleichbar mit der von Witchery. Er beschrieb es als eine Mischung aus Power-, Speed- und Thrash-Metal aus der San Francisco Bay Area. Der Gesang sei Death-Metal-typisch.

## Diskografie
- 1992: And God Created Satan to Blame for His Mistakes (Demo, Eigenveröffentlichung)
- 1994: Youth Against Christ (Album, Displeased Records)
- 1996: Ego Art (Album, Displeased Records)
- 1998: Provoke (Album, Displeased Records)
- 1999: In the Name of the Father (Album, Spitzenburg Records)
- 2000: Until Heaven Forbids (Kompilation, Spitzenburg Records)
- 2001: Red Harvest (Album, Spitzenburg Records)
- 2007: Altar (Demo, Eigenveröffentlichung)